# Pleurosicya

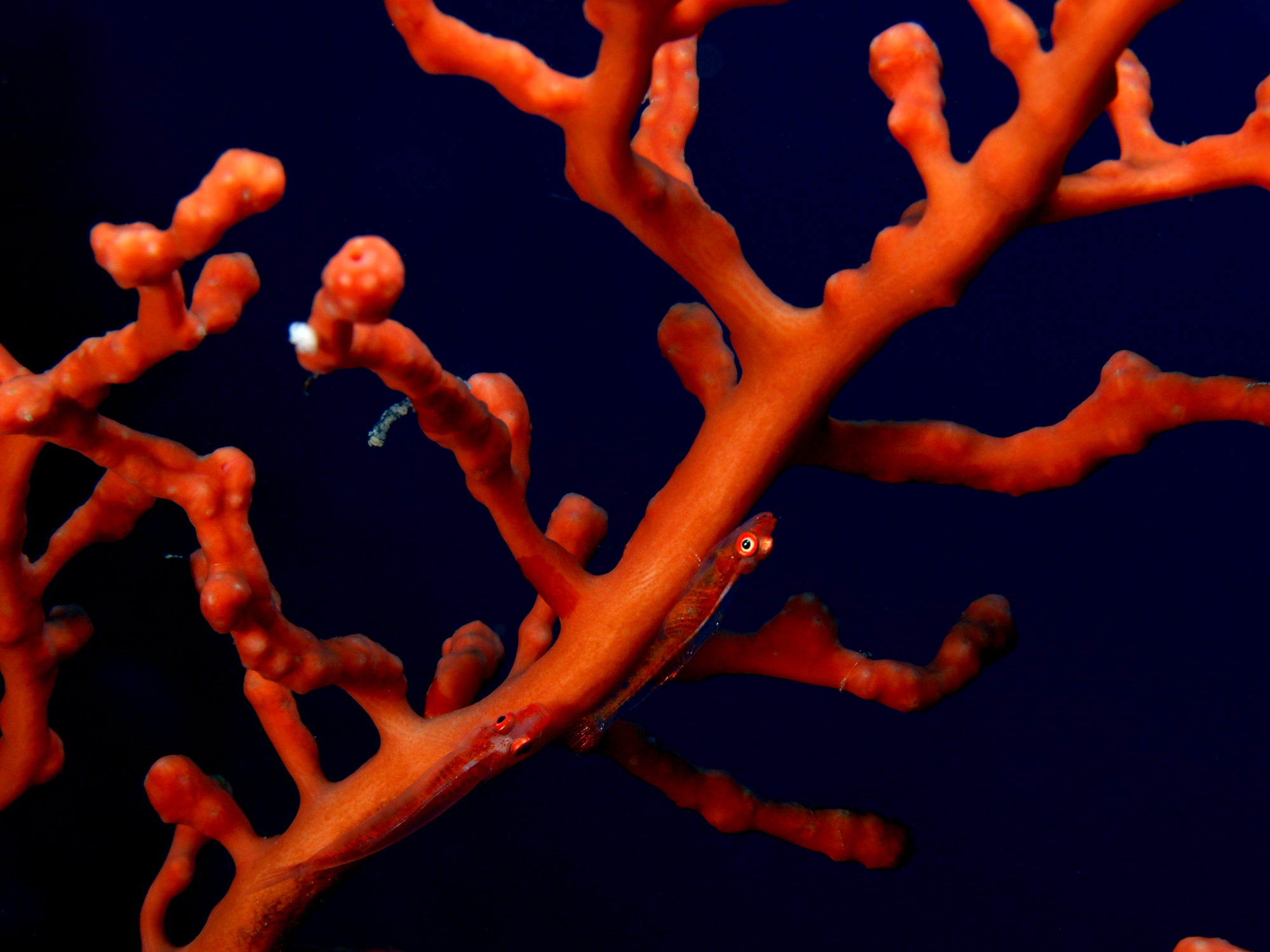
Két Pleurosicya mossambica egy korallon

A Pleurosicya a csontos halak (Osteichthyes) főosztályának a sugarasúszójú halak (Actinopterygii) osztályába, ezen belül a sügéralakúak (Perciformes) rendjébe, a gébfélék (Gobiidae) családjába és a Gobiinae alcsaládjába tartozó nem.

## Rendszerezés
A nembe az alábbi 18 faj tartozik:
- Pleurosicya annandalei Hornell & Fowler, 1922
- Pleurosicya australis Larson, 1990
- Pleurosicya bilobata (Koumans, 1941)
- Pleurosicya boldinghi Weber, 1913 - típusfaj
- Pleurosicya carolinensis Larson, 1990
- Pleurosicya coerulea Larson, 1990
- Pleurosicya elongata Larson, 1990
- Pleurosicya fringilla Larson, 1990
- Pleurosicya labiata (Weber, 1913)
- Pleurosicya larsonae Greenfield & Randall, 2004
- Pleurosicya micheli Fourmanoir, 1971
- Pleurosicya mossambica Smith, 1959
- Pleurosicya muscarum (Jordan & Seale, 1906)
- Pleurosicya occidentalis Larson, 1990
- Pleurosicya plicata Larson, 1990
- Pleurosicya prognatha Goren, 1984
- Pleurosicya sinaia Goren, 1984
- Pleurosicya spongicola Larson, 1990